# Tachysurus longispinalis
Tachysurus longispinalis är en fiskart som först beskrevs av Nguyen 2005.  Tachysurus longispinalis ingår i släktet Tachysurus och familjen Bagridae. IUCN kategoriserar arten globalt som otillräckligt studerad. Inga underarter finns listade i Catalogue of Life.